# Franz Konwitschny
Franz Konwitschny (Fulnek, 14 agosto 1901 – Belgrado, 28 luglio 1962) è stato un direttore d'orchestra tedesco.

## Biografia
Proveniente da una famiglia di musicisti, iniziò gli studi presso il Conservatorio di Brünn in Moravia e successivamente in quello di Lipsia. In questa stessa città entrò a far parte dell'orchestra del Gewandhaus come violista, sotto la direzione di Wilhelm Furtwängler.
Nel 1925 si trasferì a Vienna dove fece parte, sempre suonando la viola, del Quartetto Fitzner. Divenuto insegnante presso il Wiener Volkskonservatorium, nel 1927 assunse il ruolo di direttore dell'Opera di Stoccarda. 
Dopo la fine della seconda guerra mondiale, nel 1949 fu nominato Generalmusikdirektor dell'Orchestra del Gewandhaus di Lipsia, incarico che ricoprì fino alla sua improvvisa morte. Dal 1953 al 1955 fu direttore principale anche della Staatskapelle di Dresda e, dal 1955, della Staatsoper di Berlino fino al 1962.
Fu grande interprete soprattutto di capolavori del romanticismo austro-tedesco, ma non trascurò di rivolgere la propria attenzione anche alla musica moderna. Eminente figura della cultura tedesca, fu molto apprezzato per la sua arte direttoriale in Germania e nel mondo; tenne numerose tournée in Austria, Inghilterra, Polonia, URSS e Giappone. Collaborò con solisti di grande fama come David Oistrakh, Igor Oistrakh, Josef Suk, Friedrich Gulda, Dieter Zechlin e Peter Damm.

## Registrazioni
L'arte interpretativa di Franz Konwitschny è testimoniata da numerose registrazioni storiche di alto livello; sono da ricordare in particolare il ciclo completo delle Sinfonie di Beethoven e di Schumann, la Quarta di Bruckner, la Sinfonia dal Nuovo Mondo di Dvořák e la Decima di Shostakovich, oltre ai concerti per violino di Beethoven e Brahms e a grandi opere liriche di Giuseppe Verdi e Richard Wagner.

## Discografia parziale
- Bach, Concerto per violino in mi maggiore, BWV 1042 - David Oistrakh, Gewandhausorchester Leipzig, Edel
- Bach, Concerto per due violini, BWV 1043 - David & Igor Oistrakh, Gewandhausorchester Leipzig, Edel
- Bach, Violin Concerto, BWV 1052 - Fritz Ramin, Staatskapelle Berlin, Edel
- Beethoven, The Nine Symphonies - Ingeborg Wenglor, Ursula Zollenkopf, Hans-Joachim Rotzsch, Theo Adam, Gewandhausorchester Leipzig, Rundfunkchor Leipzig, Edel
- Beethoven, Overtures: The Creatures of Prometheus, Op. 43; Leonore, Op. 138 I-II-III; Fidelio, Op. 72; Coriolan, Op. 62 - Gewandhausorchester Leipzig, Edel
- Beethoven, Leonore Overture, No. 2, Op. 72a - Bamberger Symphoniker, Denon
- Beethoven, Violin Concerto, Op. 61 - Josef Suk, Czech Philharmonic Orchestra, Supraphon
- Beethoven, Romances for Violin and Orchestra, Nos. 1 & 2 - Igor Oistrakh, Gewandhausorchester Leipzig, Edel
- Beethoven, Piano Concerto No. 3 - Dieter Zechlin, Gewandhausorchester Leipzig, Edel
- Beethoven, Piano Concerto No. 4 - Amadeus Webersinke, Gewandhausorchester Leipzig, Edel
- Beethoven, Choral Fantasia, Op. 80 - Günther Kootz, Gewandhausorchester Leipzig, Rundfunkchor Leipzig, Edel
- Brahms, Violin Concerto, Op. 77 - David Oistrakh, Staatskapelle Dresden, Deutsche Grammophon
- Bruckner, Sinfonia n. 2 - Berliner Rundfunk-Sinfonie-Orchester, Edel
- Bruckner, Sinfonia n. 4 - Wiener Symphoniker, Denon
- Bruckner, Sinfonia n. 5 - Gewandhausorchester Leipzig, Edel
- Bruckner, Sinfonia n. 7 - Gewandhausorchester Leipzig, Edel
- Dvořák, Sinfonia n. 9 - Bamberger Symphoniker, Denon
- Mendelssohn, Symphony No. 3 - Gewandhausorchester Leipzig, Edel
- Mendelssohn, Violin Concerto, Op. 64 - Igor Oistrakh, Gewandhausorchester Leipzig, Edel
- Mozart, Violin Concerto No. 5,  K. 219 - David Oistrakh, Staatskapelle Dresden, Edel
- Mozart, Piano Concerto No. 23, K. 488 - Friedrich Gulda, Staatskapelle Dresden, Orfeo
- Reger, Hiller-Variations, Op. 100 - Gewandhausorchester Leipzig, Berlin Classics
- Schumann, The Symphonies - Gewandhausorchester Leipzig, Edel
- Schumann,  Overture, Scherzo & Finale, Op. 52; Genoveva Overture, Op. 81; Manfred Overture, Op. 115 - Gewandhausorchester Leipzig, Edel
- Schumann, Concert piece for four Horns, Op. 86 - Peter Damm, Hermann Märker, Werner Pilz, Georg Böhner, Gewandhausorchester Leipzig, Edel
- Shostakovich, Sinfonia n. 10 - Gewandhausorchester Leipzig, Edel
- Shostakovich, Sinfonia n. 11 - Staatskapelle Dresden, Edel
- Strauss Richard, Don Juan, Op. 20; Till Eulenspiegel, Op. 28; Suite No. 2 from Rosenkavalier; Salomè: Dance of the Seven Veils - Wiener Symphoniker, Ariola Eurodisc
- Strauss Richard, Sinfonia Domestica, Op. 53; Symphonie C-Dur Jenaer - Saxon State Orchestra, Classical Roots
- Tchaikovsky, Violin Concerto, Op. 35 - David Oistrakh, Staatskapelle Dresden, Deutsche Grammophon
- Verdi, Don Carlos - Ludmila Dvořáková, Martin Ritzmann, Hedwig Müller-Bütow, Rudolf Jedlička, Theo Adam, Deutsche Staatsoper Berlin, Archipel - Walhall
- Vivaldi, Concerto grosso in A minore, Op. 3, No. 8 - Gewandhausorchester Leipzig, Edel
- Wagner, The Flying Dutchman - Marianne Schech, Sieglinde Wagner, Fritz Wunderlich, Dietrich Fischer-Dieskau, Gottlob Frick, Rudolf Schock, Staatskapelle Berlin, Chor der Deutschen Staatsoper Berlin, Edel
- Wagner, Tannhäuser - Gottlob Frick, Hans Hopf, Dietrich Fischer-Dieskau, Fritz Wunderlich, Rudolf Gonszar, Gerhard Unger, Reiner Süss, Elisabeth Grümmer, Marianne Schech, Chor und Orchester der Staatsoper Berlin, EMI
- Wagner, Tristan und Isolde - Ludwig Suthaus, Margarete Bäumer, Gottlob Frick, Erna Westenberger, Karl Wolfram, Gewandhausorchester Leipzig, Preiser Records
- Wieniawski, Violin Concerto No. 2 - Igor Oistrakh, Gewandhausorchester Leipzig, Edel